# Teófilo Álvarez Borboa
Teófilo Álvarez Borboa (Higuera de los Monzón, Sinaloa, 8 de enero de 1889-Ciudad de México, 25 de febrero de 1962) fue un militar mexicano que participó en la Revolución mexicana. 

## Biografía
Nació el 8 de enero de 1889 en Higuera de los Monzón, municipio de Badiraguato, Sinaloa, llamada hoy en su honor Higueras de Álvarez Borboa. Realizó sus estudios de primaria en Higueras, la secundaria en la Ciudad de México y egresó como maestro normalista en 1910. 
Durante la lucha contra Victoriano Huerta el 9 de abril de 1914, se incorporó al Ejército del Noroeste, cerca de Mazatlán, a las órdenes del Gral. Ramón F. Iturbe con el grado de teniente segundo. Más tarde, militó en el 20.º Batallón de Sonora, que mandaba el General yaqui Lino Morales, y luchó por el Villismo hasta 1920. En este año apoyó el Plan de Agua Prieta; obtuvo el grado de General Brigadier. Comandante del 51.º batallón de 1925 a 1926, posteriormente del 46.º batallón, y director de Justicia de la 1.ª zona militar. En 1934 fue ascendido a General de Brigada. 
De 193 a 1935 ocupó la Oficialía Mayor de la Secretaría de Gobernación, siendo titular de la misma Juan de Dios Bojórquez en el gobierno de Lázaro Cárdenas del Río. Dejó el cargo al renunciar Bojórquez a la titularidad por ser partidario de Plutarco Elías Calles durante del conflicto de éste con Cárdenas. Fue presidente del Supremo Tribunal de Justicia Militar, director de Infantería de la Secretaría de la Defensa Nacional (SEDENA) y comandante de la 7.ª región militar de 1951 a 1957. En 1958 fue ascendido a General de División.
En 1958 fue postulado candidato del PRI y elegido Senador por Sinaloa en primera fórmula, para el periodo de 1958 a 1964 correspondiente a las Legislaturas XLIV y XLV. Fue presidente de la comisión de Justicia Militar; e integrante de la comisión 2.ª de Marina. Falleció en la Ciudad de México el 25 de febrero de 1962 en ejercicio del cargo de Senador.